# Kankor
Kankor (zm. 771) - hrabia Hesbaye i górnego Rheingau od 758 roku. Syn Roberta I z Wormacji. Około 764 roku razem z matką Williswindą ufundował opactwo w Lorsch. Potem wielokrotnie wspierał je dotacjami. Był protoplastą rodu Popponidów.
Żonaty z nieznaną bliżej Angilą. Mieli pięcioro dzieci:
1. Heimo (zm. 795), hrabia górnego Rheingau,
2. Chrotgang (zm. 772),
3. Ermbert (zm. 803), biskup Wormacji od 770,
4. Rachilda (zm. przed 1 listopada 792), zakonnica w Lorsch,
5. Emma, zakonnica w Lorsch[2].